# Шадувлин
Шадувлин (монг. Шадүвлин; от тиб. བཤད་སྒྲུབ་གླིང, Вайли bshad sgrub gling — «место изучения и осуществления») — буддийский центр, принадлежащий к структуре Фонда поддержания махаянской традиции и относящийся к школе гелуг. Располагается в столице Монголии, Улан-Баторе и является центральным и старейшим подразделением ФПМТ в стране. Располагается в районе Баянгол на улице Жуулчны, напротив Музея изобразительных искусств им. Дзанабадзара.

## Описание
Международный Фонд поддержания Махаянской традиции действует в Монголии с 1999 года, когда центр «Шадувлин» был основан в Улан-Баторе главой фонда Сопой Ринпоче по указанию Бакулы Ринпоче и Далай-ламы XIV. В 2005 году у главного входа в центр была построена ступа Намгьялмы. Главой центра и постоянно проживающим при нём наставником в настоящее время является австралийка, гецулма Тувден Гьялмо, занимающая эту должности с 2007 года.
При центре имеется библиотека буддийской литературы, в том числе на английском, французском и немецком языках. Сотрудники центра участвуют в подготовке посвящённых буддизму передач на радиостанции «Гурван Эрдэнэ», работают в монгольских тюрьмах с заключёнными. С 2002 года, по пожеланию Сопы Ринпоче, в центре ведётся преподавание английского языка. При центре имеется вегетарианское кафе «Луна Бланка», доход от которой поступает на финансирование деятельности центра. В целом центр ориентирован на работу с образованным городским населением, а также с западными буддистами, длительное время находящимися в Улан-Баторе. Также в центре действует программа «Дети Махаяны», в рамках которой детей 6-14 лет обучают монгольским национальным и буддийским традициям.